# Ogliuga
Ogliuga (in lingua aleutina Aglaga), registrata inizialmente come Ogloga  dal capitano Litke nel 1836, è una piccola isola disabitata delle Delarof orientali nell'arcipelago delle Aleutine e appartiene all'Alaska (USA). L'isola è lunga 5 km e il suo punto più alto è 25 m. Si trova a solo 1 km di distanza a ovest di Skagul e 17 km a sud-est di Gareloi.
Sull'isola si trova un campo d'aviazione militare statunitense abbandonato dopo la seconda guerra mondiale.
Su Ogliuga, e su altre isole dei gruppi Fox e Andreanof, si trova d'inverno l'oca imperatrice.